# Shrone Austin
Pour les articles homonymes, voir Austin.
Shrone Austin, née le 31 janvier 1989 en Afrique du Sud, est une nageuse seychelloise.

## Carrière
Shrone Austin est médaillée d'argent du 800 mètres nage libre, du 1 500 mètres nage libre et du 400 mètres quatre nages ainsi que médaillée de bronze du 400 mètres nage libre aux Jeux africains de 2003 à Abuja.
Elle est médaillée d'or du 1 500 mètres nage libre, médaillée d'argent du 800 mètres nage libre et médaillée de bronze du 200 mètres nage libre, du 400 mètres nage libre et du 400 mètres quatre nages aux championnats d'Afrique 2006 à Dakar.
Aux Jeux africains de 2011 à Maputo, Shrone Austin est médaillée de bronze du 800 mètres nage libre et du 1 500 mètres nage libre.